# Accademia di belle arti di Roma
L'Accademia di belle arti di Roma è una fra le più importanti e antiche accademie di belle arti d'Italia ed è stata, inoltre, la prima legalmente riconosciuta dal Ministero dell'Istruzione italiano.
Con la riforma del settore artistico-musicale (Legge 21 dicembre 1999, n. 508) l'Accademia diviene una delle sedi primarie di alta formazione, di specializzazione e di ricerca in ambito artistico e gode di piena autonomia didattica e amministrativa. Rientra quindi nel comparto universitario dell'Alta formazione artistica e musicale (AFAM) e può rilasciare diplomi accademici di primo livello (laurea) e di secondo livello (laurea magistrale).

## Storia
Alla fine del Cinquecento, spinti dal desiderio di onorare le arti e di riunire, finalmente, attorno ad un unico tavolo tutti gli artisti di riconosciuta autorevolezza dell'epoca, Girolamo Muziano e Federico Zuccari si fecero promotori della fondazione di un'accademia a Roma che riunisse le tre arti, della pittura, scultura e architettura, collegate fra di loro dall'uso del disegno come strumento espressivo primario.
L'accademia, denominatasi in un primo momento "di San Luca", grazie alla presenza dei più insigni artisti sia italiani che stranieri, crebbe subito talmente tanto, da essere presa a modello per le analoghe istituzioni che sorsero in tutta Europa tra il XVII e XVIII secolo.
La necessità illuminista di trasformare l'insegnamento teorico delle scuole in una più concreta trasmissione dei saperi, spinse l'istituzione, di una "Scuola libera del nudo" che, sotto la direzione dell'Accademia di San Luca, organizzava il primo livello d'apprendimento, dedicato alla copia dal vero del corpo umano. La Scuola libera del nudo esiste ancora oggi, a latere dell'Accademia vera e propria.
All'accademia venne affidato il compito di controllare su quanto si andava operando all'interno della città in campo artistico: alcuni esempi sono la ricostruzione della basilica di San Paolo fuori le mura distrutta da un incendio ed il restauro del Pantheon.

All'Istituto venne assegnato l'edificio ottocentesco del palazzo camerale di via di Ripetta dalla caratteristica forma a "ferro di cavallo". La notorietà in continua crescita consentì, inoltre, l'arricchimento della biblioteca con nuovi volumi, riviste d'arte e altri documenti di particolare valore.
Nel 1883 furono donati all'Accademia i fregi distaccati dalle pareti della torre cinquecentesca di Paolo III Farnese (la cosiddetta Torre di Paolo III) nel convento dell'Ara Coeli, salvati grazie alla sensibilità del pittore Filippo Prosperi, allora suo direttore. Attualmente, alcuni di essi, restaurati di recente, sono ospitati dal Circolo Ufficiali della Caserma dei Carabinieri di Piazza del Popolo.
L'edificio dell'attuale sede dell'accademia fu costruito negli anni '40 dell'Ottocento, inizialmente come struttura di abitazione, e fu poi adattato per integrare l'Accademia.

Dal 2016 al 2022 vi è stata la sede dell'Accademia di belle arti di Roma in Velletri nei Castelli Romani.

## Direttori
- Filippo Prosperi (1874-1901)
- Luigi Rosso (1902-1907)
- Ettore Ferrari (1908-1924)
- Pietro Canonica (1924-1930)
- Carlo Siviero (1936)
- Mario Rivosecchi (1938)
- Enrico Monaldini (1945-1955)
- Virgilio Guzzi (1955)
- Michele Guerrisi (1956)
- Pippo Rizzo (1960)
- Mino Maccari (1963-1965)
- Luigi Montanarini (1965-1976)
- Marcello Avenali (1976-1979)
- Felice Ludovisi (1979-1982)
- Toti Scialoja (1982-1985)
- Guido Strazza (1985-1988)
- Cesare Vivaldi (1988-1993)
- Nicola Cantatore (1993)
- Antonio Passa (1994-2004)
- Gaetano Castelli (2004-2007)
- Gerardo Lo Russo (2007-2013)
- Tiziana D'Acchille (2013-2019)
- Andrea Lelario (2019-2020)
- Stefano Piacenti (2020)
- Cecilia Casorati (2020-)[senza fonte]

## Presidenti
- Ettore Ferrari (1908-1924)
- Pietro Canonica (1924-1930)
- Ottavio Marini (1931-1936)
- Piero Misciattelli (1936)
- Costantino Patrizi Di Montoro (1937-1939)
- Alberto Bennicelli (1940-1944)
- Ugo Monneret De Villard (1944-1946)
- Florestano Di Fausto (1946-1949)
- Stanislao Ceschi (1949-1954)
- Guglielmo De Angelis D'Ossat (1967-1968)
- Salvatore Accardo (1979-1981)
- Silvia Costa (1995-marzo 2002)
- Cesare Romiti (2006-2013)
- Roberto Grossi (2013-2016)
- Mario Alì (2016-2019)
- Alberta Campitelli (2019-2022)
- Giuseppe Soriero (2022-2025)
- Umberto Croppi (2025-[senza fonte]